# Henry Chrouet
Ne doit pas être confondu avec Henry Xhrouet.

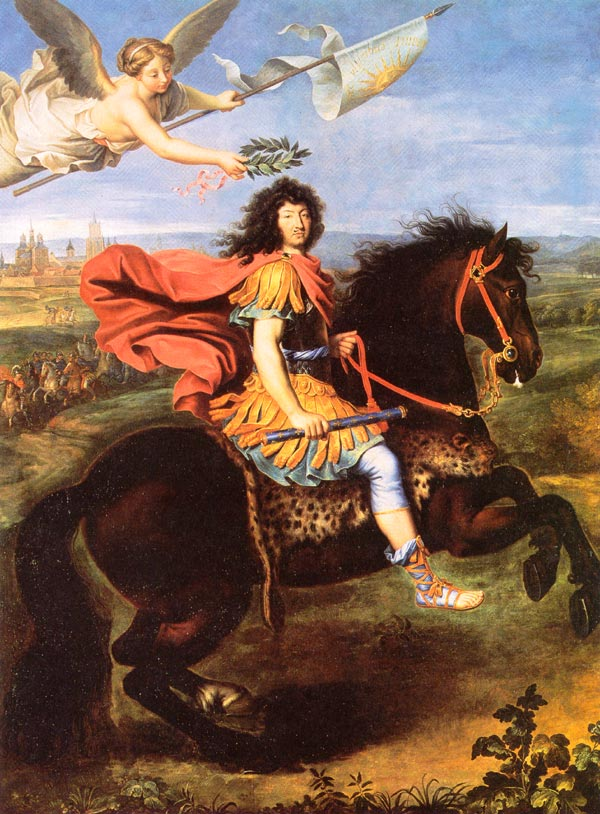
Louis XIV devant Maestricht, Pierre Mignart, 1673

Henry Xhrouet, dit Chrouet (1621-1691) est un pasteur de la principauté de Liège, premier ministre de la religion réformée à Olne de 1649 à sa mort, il y instaura le Simultaneum. Il fut le seul pasteur, du pays d'Outremeuse, à rester pendant la guerre de Hollande de Louis XIV et fut assassiné pour la cause avec sa fille par la soldatesque en 1691. Il écrivit de nombreux ouvrages sur la réforme et prôna l’exercice du culte en français plutôt qu’en wallon.

## Biographie
Henry Xhrouet ou Chrouet est né en 1621 dans une famille notable de Spa. Son père, Remacle Dit Mollou Xhrouwet, échevin de Spa, se convertit à la religion réformée tandis que sa mère, Isabeau Collette Jean Pacqueau de Theux, resta catholique romaine. Il fit ses études à Genève et présenta sa thèse à Leyde.  Il s’établit à Aulne en 1649 et y instaura le Simultaneum.
Il eut de nombreuses polémiques avec le curé du cru, Antoine Delva. Ce dernier écrit notamment en 1657, « Le noviciat réformé dressé à Aulne par Henry Chroüet, ministre de Calvin : battu en ruine […] ».
Il prôna l’usage de la langue française dans le culte. La réponse du curé est significative : « Je m'étonne que le ministre fait ici à Olne son office public en langue française, puisqu'ici à Olne, nous ne sommes point Français, mais Wallons ; et parlons ici d'une langue fort différente à celle de France, étant certain que le Français n'entend non plus le wallon que le Wallon n'entend le français. » Le curé soulignera le propos avec élégance. À quoi bon « parler d'une langue française, ici dans ces quartiers d'Outre-Meuse, à des idiots, qui à grand peine entendent la langue maternelle » ?[réf. nécessaire]
L’armée française ayant pris Maastricht, Henry Chrouet subit menaces, pillages et procès. Il fut assassiné à l’âge de 70 ans avec sa fille, chez lui, dans la nuit du 28 au 29 janvier 1691. Sa femme, Catherine Warnier, fut grièvement blessée. Ses deux fils Werner et Henry Chrouet, étaient devenus docteur en médecine.